# Lady Madonna
Singles de The Beatles
Hello, Goodbye/I Am the Walrus
(1967) Hey Jude/Revolution
(1968)
Pistes de Past Masters
Rain The Inner Light
Lady Madonna est une chanson des Beatles, principalement écrite par Paul McCartney, mais créditée Lennon/McCartney comme toutes les chansons du groupe composées par Lennon ou McCartney. Elle est parue en single, avec The Inner Light de George Harrison en face B, le 15 mars 1968 en Grande-Bretagne, et trois jours plus tard aux États-Unis.
Ce morceau rock amorce un retour aux sources pour les Beatles, après les épopées psychédéliques de 1966 et 1967, et est annonciateur de l'album à paraître, The Beatles, l'« Album blanc ».

## Composition
Paul McCartney compose Lady Madonna en songeant à la persévérance des nouvelles mères, qui doivent trouver l'argent pour nourrir leur petite famille. Au niveau musical, la chanson emprunte son rythme à Bad Penny Blues de Humphrey Lyttelton, un succès de 1956 produit par George Martin, le producteur des Beatles. Humphrey Lyttelton ne s'est pas offusqué de la reprise de l'air et a qualifié la chanson de « beau compliment », en expliquant que « cet emprunt ne concernait que le rythme, et qu'un rythme ne peut pas être déposé ».
La contribution de John Lennon se situe au niveau du vers « see how they run », déjà été utilisé quelques mois auparavant dans son I Am the Walrus.

## Enregistrement
Lady Madonna est enregistrée aux studios EMI d'Abbey Road pendant les sessions du 3 et 6 février 1968, avant que les Beatles ne partent séjourner en Inde,.
Ringo Starr se souvient : « Nous avons demandé à George [Martin] comment ils avaient obtenu ce son sur Bad Penny Blues. Il nous a dit qu'ils avaient utilisé des balais pour la batterie, alors j'ai fait de même, et nous avons enregistré une piste avec juste un piano et des balais. »
Le solo de saxophone est joué par le jazzman anglais Ronnie Scott, propriétaire du club de jazz de Londres. La partie de piano est jouée intentionnellement dans le style du musicien Fats Domino. Ce dernier reprend lui-même Lady Madonna en septembre 1968, single qui sera son dernier à entrer dans le Billboard Hot 100.

### Interprètes
The Beatles
- Paul McCartney : piano, basse, chant, claquements de mains
- John Lennon : guitare rythmique, chœurs, claquements de mains
- George Harrison : guitare solo, chœurs, claquements de mains
- Ringo Starr : batterie, claquements de mains

Musiciens additionnels
- Bill Jackman : saxophone baryton
- Harry Klein (en) : saxophone baryton
- Bill Povey : saxophone ténor
- Ronnie Scott : saxophone ténor

### Équipe technique
- George Martin – producteur
- Geoff Emerick – ingénieur du son
- Jerry Boys – ingénieur du son
- Richard Lush – ingénieur du son
- Ken Scott – ingénieur du son

## Parution
Lady Madonna sort en 45 tours le  15 mars 1968 au Royaume-Uni et 3 jours plus tard aux États-Unis, avec The Inner Light de George Harrison en face B.
Le single se classe en tête des charts britanniques pour 2 semaines. Le disque reste 8 semaines en tout dans le top 50.
Ce single est la dernière publication du groupe chez Parlophone pour le Royaume-Uni et chez Capitol Records pour les États-Unis. Toutes les chansons du groupe qui suivent, à commencer par Hey Jude en août 1968, sont publiées sous leur propre label, Apple Records, sous la distribution d'EMI.
Lady Madonna est rééditée sur quelques albums publiées par Apple Records : les compilations de singles Hey Jude, publié aux États-Unis et ailleurs en 1970, et Past Masters, en 1988 en plus des compilations de meilleurs succès The Beatles 1967-1970 publiée en 1973, 20 Greatest Hits en 1982, et 1 en 2000.
Sur Anthology 2 (1996), on peut entendre un montage des prises 3 et 4 avec quelques ajouts. De plus, une version modifiée de cette chanson, contenant le solo de Why Don't We Do It in the Road?, le riff de guitare de Hey Bulldog, un des solos de guitare joué par Eric Clapton de la chanson While My Guitar Gently Weeps ainsi que des éléments de Ob-La-Di, Ob-La-Da et I Want You (She's So Heavy), fait partie de la trame sonore du spectacle Love du Cirque du Soleil et inclus dans le disque en 2006.
La prise 2, où l'on entend le piano et la batterie, et la prise 3, avec les chœurs, sont inclus sur le dernier disque de suppléments de la réédition du 50e anniversaire de l'« Album blanc ».
Le 18 avril 2020, Paul McCartney chante cette chanson lors du concert virtuel Together at Home.

## Reprises
Parmi les artistes ayant repris cette chanson, citons :
- Jose Feliciano sur l'album Tribute to the Beatles ;
- Oscar D'Leon (version salsa en espagnol) sur l'album Tropical Tribute to the Beatles (1996) ;
- Booker T. & the M.G.'s sur Stax Does the Beatles (2007).
- Elvis Presley (17. 05.1971 Nashville)
- Fats Domino sur l'album Sweet Patootie: Complete Reprise Recordings (1993)

## Culture populaire
On aperçoit une boutique de vêtements de maternité appelée « Lady Madonna » dans une scène, tournée dans les rues de New York, du film américain The French Connection sorti en 1971.